# Franje-amazilia
De franje-amazilia (Chionomesa fimbriata synoniem: Amazilia fimbriata) is een vogel uit de familie Trochilidae (kolibries).

## Verspreiding en leefgebied
Deze soort komt wijdverspreid voor in Zuid-Amerika en telt zeven ondersoorten:
- C. f. elegantissima: noordoostelijk Colombia en noordelijk Venezuela.
- C. f. fimbriata: noordoostelijk Venezuela, de Guiana's en noordelijk Brazilië.
- C. f. apicalis: oostelijk Colombia.
- C. f. fluviatilis: zuidoostelijk Colombia en oostelijk Ecuador.
- C. f. laeta: noordoostelijk Peru.
- C. f. nigricauda: van oostelijk Bolivia tot centraal Brazilië.
- C. f. tephrocephala: zuidoostelijk Brazilië.